# Ciclización de Borsche-Drechsel
La ciclización de Borsche-Drechsel es un método clásico de síntesis de carbazoles.

En el primer paso, la fenilhidrazina es condensada con ciclohexanona para formar la base de Schiff correspondiente. El segundo paso, catalizado por ácido clorhídrico, consiste en una transposición con ciclización para formar tetrahidrocarbazol.
Si se desea el carbazol aromático, el tetrahidrocarbazol se puede oxidar con tetróxido de plomo. 

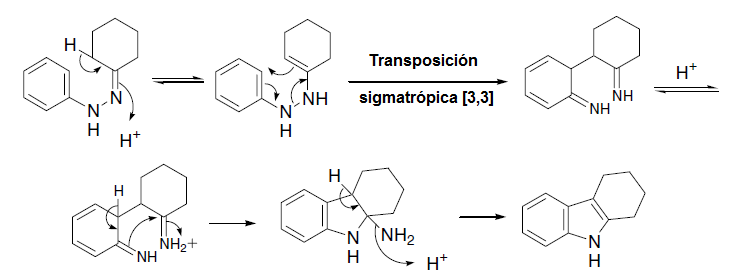